# سیارک ۵۳۵۹
سیارک ۵۳۵۹ (به انگلیسی: 5359 Markzakharov، نامگذاری:1974QX1) پنج هزار و سیصد و پنجاه و نهمین سیارک کشف شده‌است که در ۲۴ اوت ۱۹۷۴ کشف شد.
قدر مطلق سیارک برابر ۱۳٫۸۰ است.